# Метамагнітний перехід

Антиферомагнітне упорядкування спінів

Феромагнітне упорядкування спінів

Метамагнітний перехід (рос. метамагнитный переход, англ. metamagnetic transition) — перехід від антиферомагнетичності до феромагнетичності у випадку, коли прикладене магнітне  поле Н є вищим від критичного, а температура T є вищою від температури переходу Tt.